# اکس ری اسپکس
اکس ری اسپکس (X-ray  Spec) گروه پانک راک انگلیسی است که در ۱۹۷۶ میلادی تشکیل شد. تک‌آهنگ این گروه به نام ای زنجیرها به جهنم (Oh Bondage up yours) از ترانه‌های مشهور پانک راک به شمار می‌آید.

## شکل‌گیری
گروه در سال ۱۹۷۶ توسط ماریان جوان الیوت-ساید که با نام هنری پولی استایرن شناخته می‌شد، به همراه جک ایرونی (درامز)، پل دین (گیتار بیس)، و لورا لوجی‌جک (ساکسوفون) شکل گرفت. هدف آنها ارائه موسیقی‌ای بود که نه تنها از نظر صوتی قوی باشد، بلکه پیامی اجتماعی و فرهنگی نیز منتقل کند. آنها به زودی توجه طرفداران پانک را به خود جلب کردند.